# Stagetus
Stagetus is een geslacht van kevers uit de familie van de klopkevers (Anobiidae).

## Soorten
- Stagetus andalusiacus Aubé, 1861
- Stagetus borealis Israelson, 1971
- Stagetus byrrhoides Mulsant & Rey, 1861
- Stagetus championi Schilsky, 1899
- Stagetus conicicollis Schilsky, 1899
- Stagetus curimoides Reitter in Brenske & Reitter, 1884
- Stagetus dorcatomoides Brenske & Reitter, 1884
- Stagetus elongatus Mulsant & Rey, 1861
- Stagetus euphorbiae Israelson, 1971
- Stagetus ferreri Español, 1994
- Stagetus franzi Español, 1969
- Stagetus grossus White, 1976
- Stagetus hilleri (Schilsky, 1900)
- Stagetus hirtulus Wollaston, 1861
- Stagetus italicus Reitter, 1885
- Stagetus pellitus Chevrolat, 1859
- Stagetus pilula Aubé, 1861
- Stagetus profunda (LeConte, 1865)
- Stagetus propinquus Obenberger, 1917
- Stagetus puberula (LeConte, 1865)
- Stagetus puncticollis Brenske & Reitter, 1884
- Stagetus sardous Reitter, 1915
- Stagetus thurepalmi Israelson, 1971